# Lesezeichen (Buch)

Vergessene Lesezeichen – Eine Auswahl der Düsseldorfer Zentralbibliothek
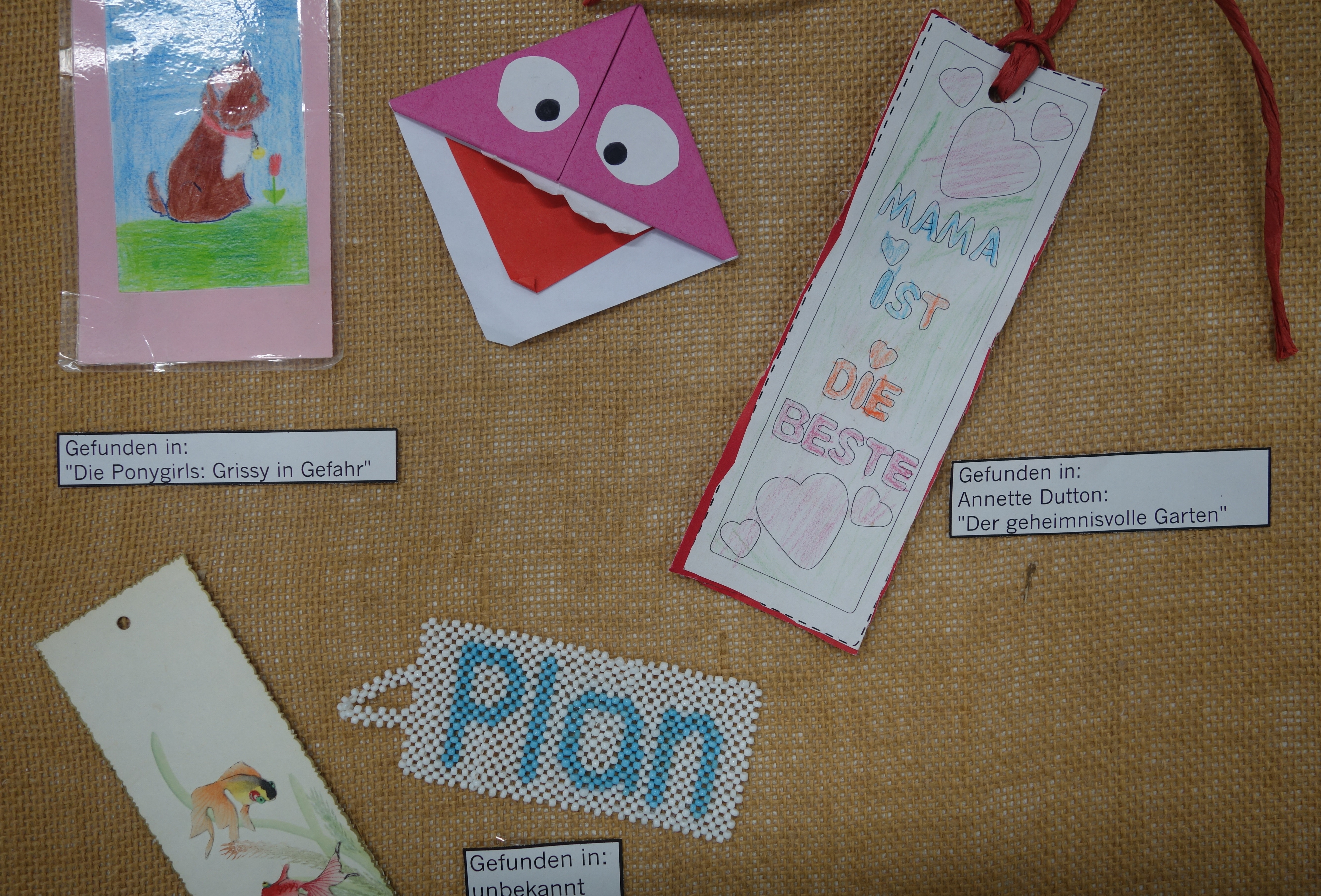
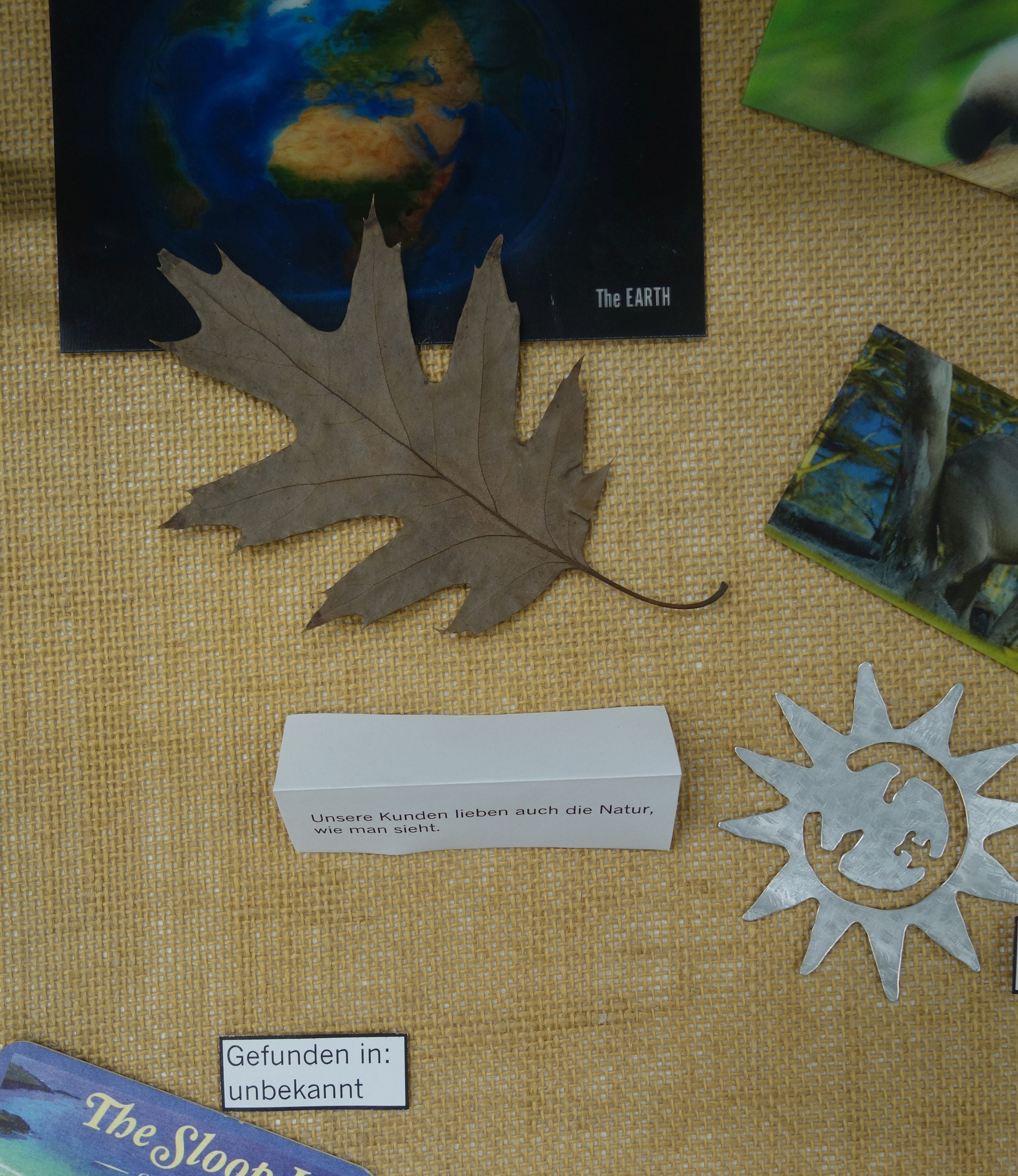

Ein Lesezeichen (in der Schweiz Buchzeichen) dient als Markierung in einem Buch, um die Stelle, an der der Leser pausiert hat, schneller zu finden. Lesezeichen sind meist flache Objekte, oftmals aus Papier oder am Buch angebrachte Stoffbänder (Lesebändchen). Es gibt kunstvolle Lesezeichen aus verschiedenen anderen Materialien, wie zum Beispiel Metall, Holz oder textilen Stoffen, die demselben Zweck dienen. Manche Leser benutzen Klebezettel oder eingeknickte Seitenecken, sogenannte Eselsohren, als Markierung.

## Geschichte und Entwicklung

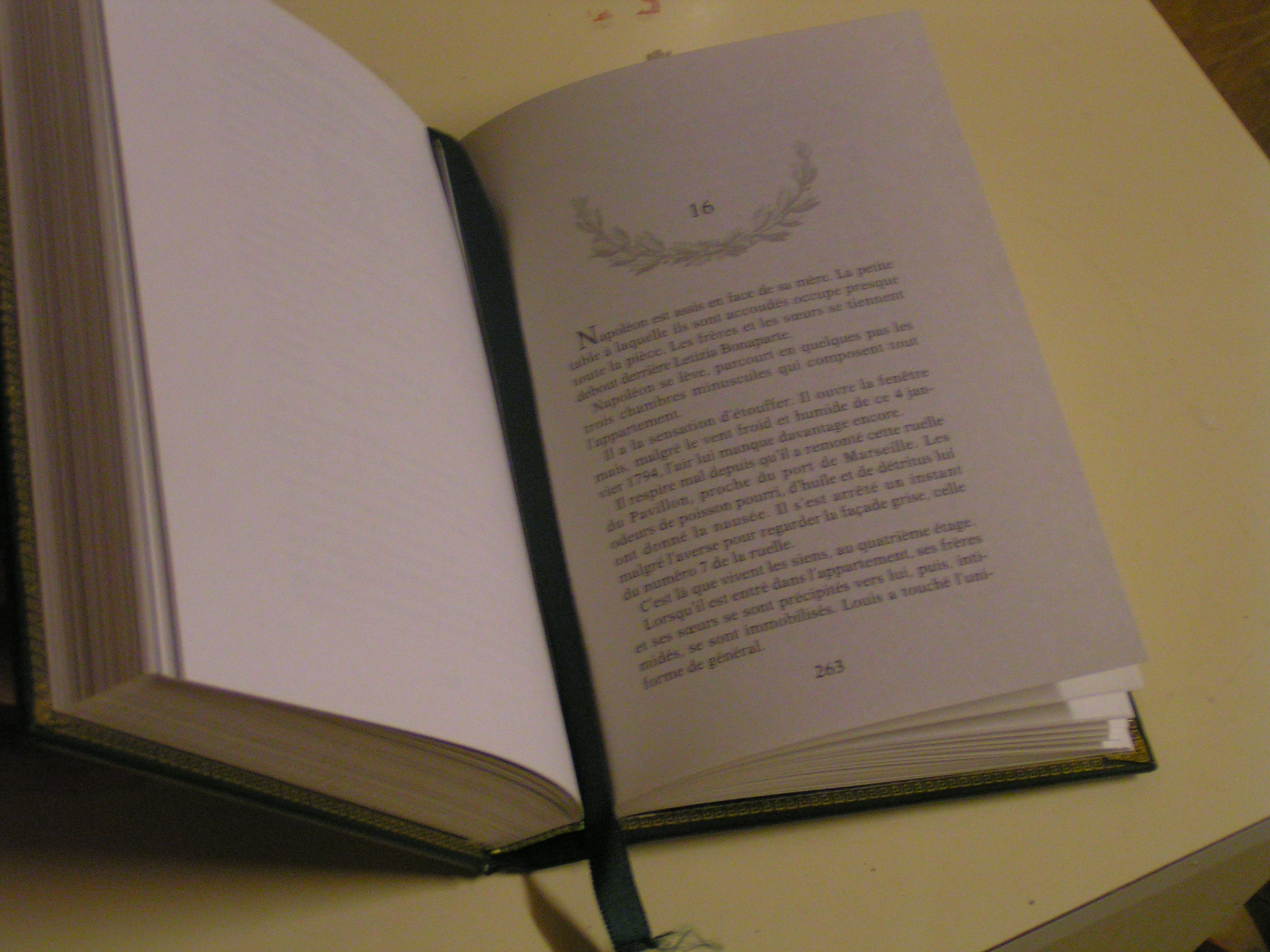
Buch mit Lesebändchen

Das früheste noch erhaltene Lesezeichen stammt aus dem 6. Jahrhundert und wurde in einem koptischen Einband in Sakkara, Ägypten, gefunden. Es handelt sich um ein aus Leder gefertigtes und mit Ornamenten verziertes Lesezeichen, das mit einem Lederstreifen am Einband des Buches befestigt war. Reste solcher Lederstreifen in anderen koptischen Kodizes legen nahe, dass die Verwendung der Lesezeichen seit dem 1. Jahrhundert gebräuchlich ist. Weitere an Buchband befestigte Lesezeichen aus Leder stammen aus dem 7. bis zum 11. Jahrhundert. An karolingischen Bucheinbänden aus dem 8. bis 12. Jahrhundert dienten Schnüre oder Lederriemen, die am Buchrücken angebracht wurden, als Lesezeichen. Im 14. und 15. Jahrhundert nutzten Mönche in europäischen Klöstern Lesezeichen in Form von Leserädchen, Lesebändchen und Stecklesezeichen. Diese wurden einzeln und ausschließlich für diesen Zweck in klösterlichen wie in weltlichen Buchbinder-Werkstätten angefertigt. In der Renaissance waren gewobene Seidenbänder, gezwirnte Schnüre und Textilstreifen als Lesezeichen in Gebrauch, die in vielen Fällen mit einem Knoten oder einem Knopf aus Holz, Bein oder Messing versehen waren und dadurch gegen das Rutschen zwischen die Seiten des Buches gesichert wurden. Im 19. Jahrhundert erlebte das Lesezeichen eine Blütezeit, als die Herstellung von gestickten Lesezeichen bei den viktorianischen Damen große Mode wurde. 1862 begann Thomas Stevens in Coventry, England, mit der maschinellen Herstellung von aus Seide gewobenen Lesezeichen, die mit farbenprächtigen und detailreichen Bildern verziert waren und bis zum Ende des Jahrhunderts mit großem Erfolg auch in Europa und USA verkauft wurden. Mit dem ausgehenden 19. Jahrhundert wurde das Lesezeichen als preiswerter Werbeträger für verschiedene Branchen entdeckt und wie Werbebroschüren oder Sammelbildchen massenhaft hergestellt. Besonders begünstigt wurde die Massenproduktion der Lesezeichen durch die einsetzende Industrialisierung und deren technische Möglichkeiten. Lesezeichen sind aufgrund der einfachen Beschaffenheit auch ein beliebtes Bastelobjekt.

## Verwendung

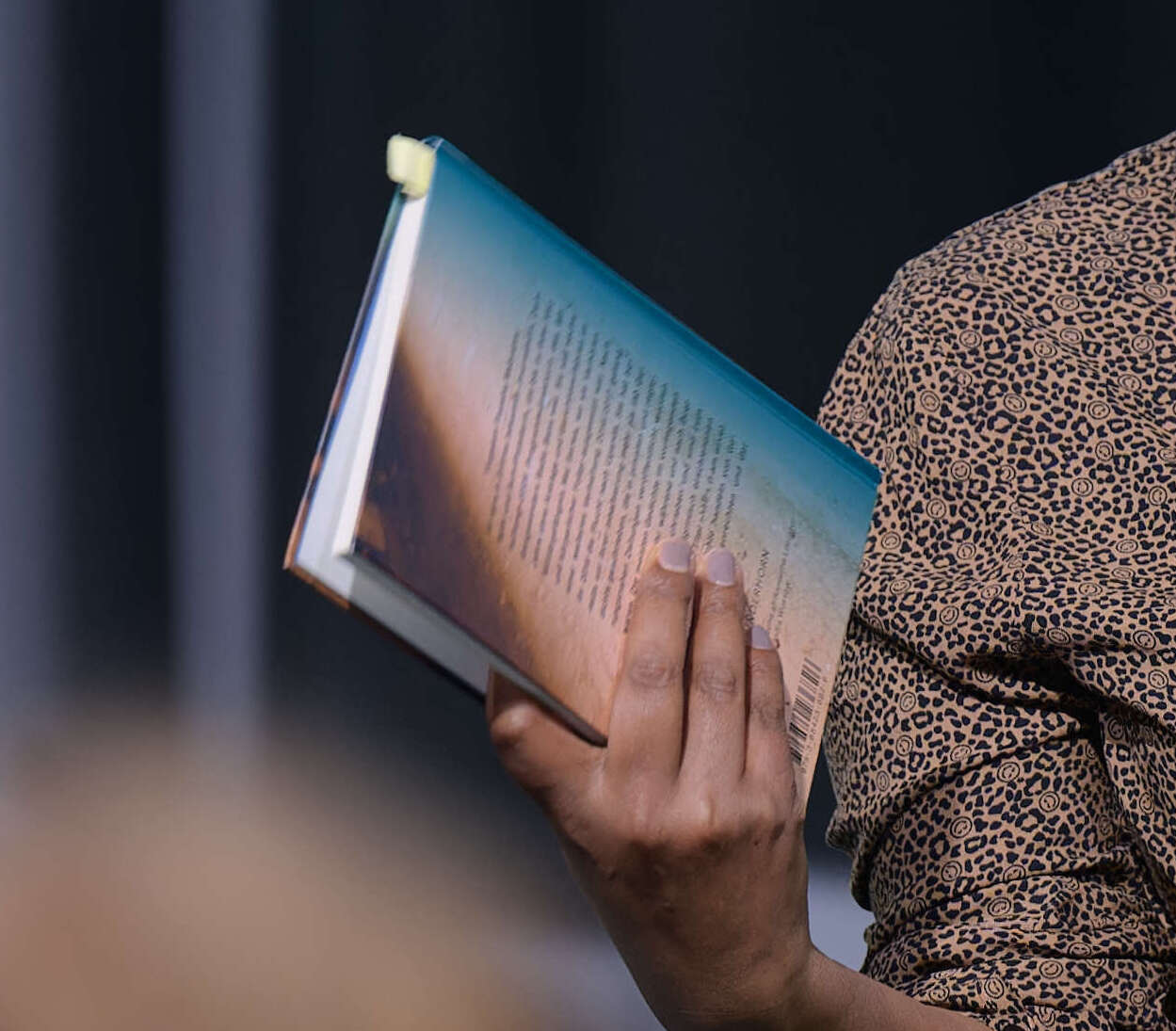
Finger und Klebezettel als Lesezeichen

Ein Lesezeichen dient vor allem als Einlegemarkierung, um die Seite in einem Buch oder einer Zeitschrift schneller zu finden, an der man mit dem Lesen pausiert hat. So werden z. B. die Fristzettel der Bibliotheken (die an den Rückgabetermin des Buches erinnern) auch als Lesezeichen benutzt.

## Formen
Einlegelesezeichen
Die Einlegelesezeichen bilden die größte Gruppe der Lesezeichenarten. Sie werden zwischen den Buchseiten so eingelegt, dass sie oben aus dem Buch herausragen. Das allgemein übliche Material ist Papier oder Karton. Ist an dem Lesezeichen zusätzlich eine Quaste oder ein Bändchen angebracht, erfolgt die Seitenmarkierung durch die unten heraushängenden Quasten oder Bändchen. Auch die mit dem oberen Buchrücken fest verbundenen Lesebändchen, die aus dem unteren Buchschnitt heraushängen, zählen zur Gruppe der Einlegelesezeichen.
Leserädchen
Von den Leserädchen sind heute nur noch wenige erhalten. Sie sind einzeln gefertigt und in ihrer Gestaltung und Technik sehr individuell. Das Besondere an den Leserädchen ist, dass mithilfe eines beschriebenen Rädchens nicht nur die Seite, sondern auch die Textspalte eingemerkt werden konnte. Die wenigen erhaltenen Leserädchen befinden sich heute in Museums- oder Bibliotheksbesitz.
Stecklesezeichen
Die Stecklesezeichen (auch „Seitenreiter“ genannt) werden auf die zu markierende Blattseite gesteckt und wurden bereits im ausgehenden Mittelalter rein zweckbestimmt verwendet. Seinerzeit aus Papier oder Pergament, werden Stecklesezeichen seit Mitte des 19. Jahrhunderts aus anderen Materialien gefertigt, überwiegend aus Metallen wie Messing oder Silber, und es wurde bei der Herstellung zunehmend auch auf dekorative Zwecke Wert gelegt.
Blattweiser
Die Blattweiser werden üblicherweise verwendet, wenn mehrere Seiten eines Buches systematisch und auf Dauer eingemerkt werden sollen, wie etwa bei Kapitelunterteilungen oder zum schnellen Auffinden der einzelnen biblischen Bücher in Studienbibeln und anderen Bibelausgaben. Auf die entsprechenden Buchseiten aufgeklebt, ragen sie ein Stück weit über den Vorderschnitt des Buches hinaus. Sie können aus Papier, Pappe, Leder, Gewebe oder Pergament bestehen und beschriftet sein. Eine Gestaltung als Kügelchen ist ebenso möglich. Messbücher sind durchweg mit Blattweisern versehen. Abgewandelt finden sich Blattweiser auch in Form von Trennblättern als Ordnungs- und Registraturhilfe bei Aktenordnern.

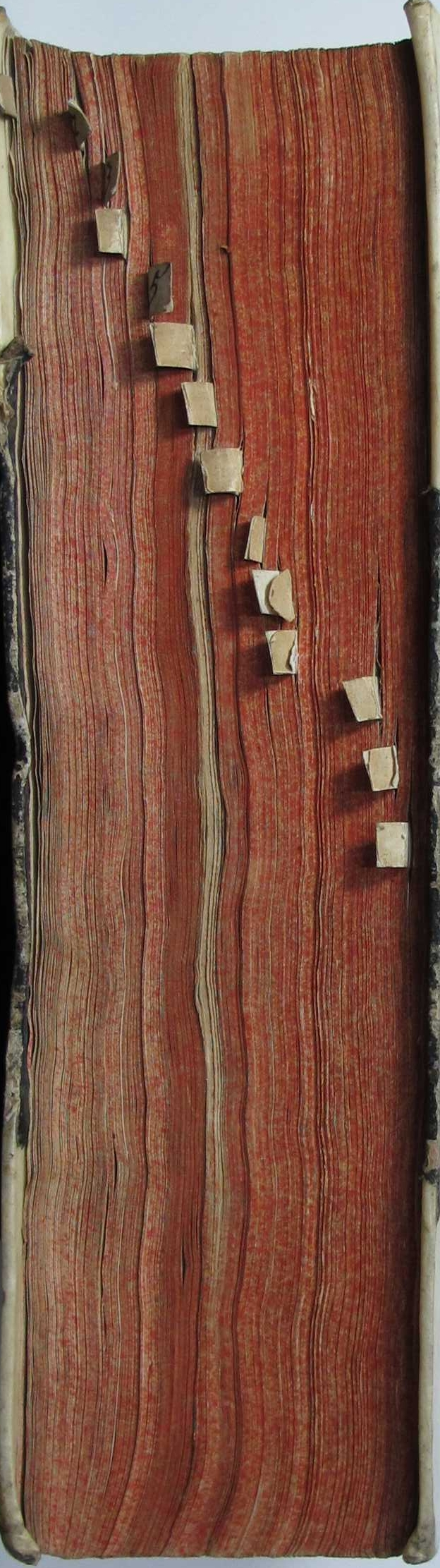
Blattweiser
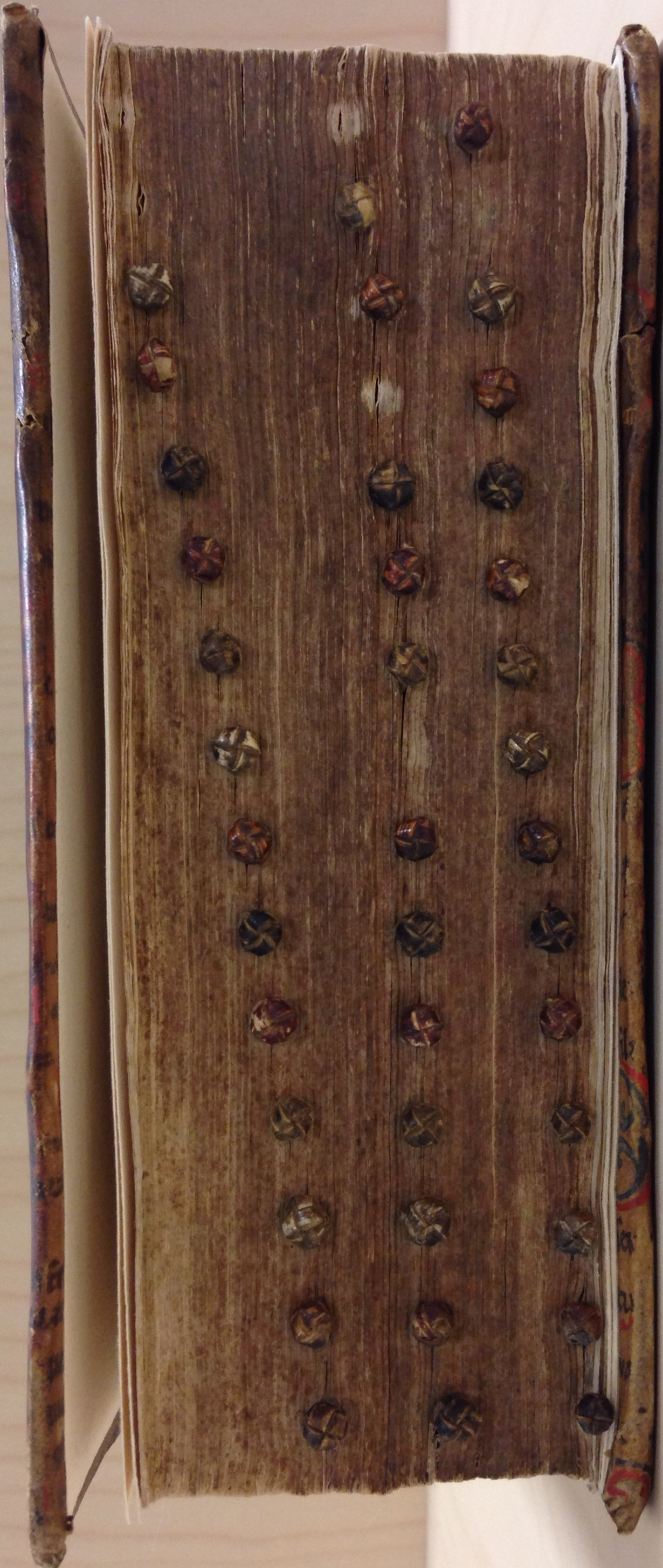
Blattweiser in Kugelform

Dreiecklesezeichen
Die Dreiecklesezeichen sind etwa seit dem beginnenden 20. Jahrhundert bekannt. Sie werden ähnlich den Stecklesezeichen über die obere Ecke der einzumerkenden Buchseite gestülpt. Sie sind größtenteils aus Metall oder Karton hergestellt.
Bügellesezeichen
Die Bügellesezeichen haben sich erst in den vergangenen Jahren durchgesetzt. In Form eines Spazierstocks werden sie so zwischen die einzumerkenden Seiten eingelegt, dass der Bügel am oberen Teil des Lesezeichens über den Kopfschnitt oder den Buchrücken hängt.
Buchreiter
Buchreiter (Aufstecklesezeichen, engl. Pageholder) sind Klammern aus Metall, die nur für feste Pergamente geeignet waren. Sie konnten ähnlich wie Stecklesezeichen auf dem Kopfschnitt als Seiten- und Spaltenweiser und auf dem Vorderschnitt als Zeilenweiser fungieren. Die beiden Backen werden dazu mit einem Ring fixiert.

## Materialien

Lesezeichen Koch’s Buchhandlung, Königsberg i. Pr., vor 1944

So wie die Form, variiert auch das Material. Papier oder Karton ist bis heute das am häufigsten genutzte Material für Lesezeichen. Unter Nutzung verschiedener Drucktechniken, wie zum Beispiel dem Holzschnitt oder Kupferstich, wird Papier seit dem 13. Jahrhundert als Material für Lesezeichen genutzt. Es ist aber keineswegs verbindlich. Neben Papier gelten vor allem textile Stoffe als älteste verwendete Materialien für Lesezeichen. Ausgehend von der Firma Stevens in Coventry in England Mitte des 19. Jahrhunderts wurden erstmals Seidenlesezeichen mit Bildwebereien hergestellt. Ab 1880 wurde „Stevengraphs“ auch allgemein als Begriff für gewebte Seidenlesezeichen verwendet und weist seitdem auf die Herstellungsart der maschinellen Bildweberei hin. Von England breiteten sich fortan die gewebten Seidenlesezeichen auch auf den europäischen Kontinent aus, wurden aber um die Jahrhundertwende immer mehr von den günstigeren Papierlesezeichen verdrängt.
Seit dem ausgehenden 19. Jahrhundert werden auch Metalle als Werkstoff für Lesezeichen genutzt. Sie bieten seither eine Variationsvielfalt in der Formgebung, wie sie bei anderen Materialien nur schwer zu erreichen ist. Überwiegend Silber, Messing, Zinn und versilbertes oder vergoldetes Metall wurden verwendet. Üblicherweise sind sie als Stecklesezeichen, bestehend aus einem „Kopf“ und einer „Klammer“, hergestellt worden. Aufgrund ihrer aufwendigen Gestaltung waren sie anfänglich keine Massenartikel wie die Papierlesezeichen und haben den Leser meist über einen längeren Zeitraum begleitet. Heute werden aber auch sie aufgrund technischer Möglichkeiten als Massenartikel gefertigt.
Andere Naturmaterialien für die Herstellung von Lesezeichen waren Holz, Horn, Knochen, Elfenbein, Perlmutt und Leder. Diese fanden aber durch die aufwendigere Verarbeitung nicht so häufig Verwendung und sind heutzutage eher selten.
Als synthetisches oder halbsynthetisches Material wurde seit Ende des 19. Jahrhunderts auch Kunststoff zur Herstellung von Lesezeichen genutzt.

## Gestaltung und Technik
Der Gestaltung sind kaum Grenzen gesetzt. Die Mangelwirtschaft während der Weltkriege spiegelt sich hier ebenso wider wie ganz allgemein gestalterisch-ästhetische Vorstellungen der jeweiligen Entstehungszeit. Jedoch kehren bestimmte Merkmale wie Firmenlogos, Kontaktinformationen und Abbildungen der beworbenen Produkte immer wieder. Das bis zur Mitte des 20. Jahrhunderts gängige Verfahren des Buchdrucks für Papierlesezeichen ist inzwischen weitgehend vom Offsetdruck abgelöst worden.

## Werbelesezeichen

Werbelesezeichen für das Medikament Peremesin gegen Reisekrankheiten

Ende des 19. Jahrhunderts erkannten Handel und Industrie neben der rein zweckmäßigen Nutzung als Einmerker, die Möglichkeit der kommerziellen Nutzung des Lesezeichens als Werbeträger. Diese bilden bis heute den größten Sektor der Lesezeichen und haben eine doppelte Funktion. Sie dienen als Markierung und Werbung. Unter den Herausgebern von Werbelesezeichen findet man nahezu alle Branchen, die das Lesezeichen als Instrument der kostengünstigen Dauerwerbung nutzen. Die Firmen legen dabei viel Wert auf eine ansprechende Gestaltung und einen hohen Wiedererkennungswert. Dies erreichte man vor allem durch die Entwicklung ganzer Lesezeichen-Serien, die ähnlich den Sammelbildern dazu genutzt wurden, eine enge Kundenbindung zu Artikeln einer Firma herzustellen. Ein besonders gelungenes Beispiel für dieses Verfahren waren die in den 1950er Jahren den rororo-Bändchen (Taschenbücher des Rowohlt Verlages) beigelegten Lesezeichen mit Abbildungen landestypischer Trachten und Kostüme. Verlage, Buchhandlungen, Antiquariate und Versandhändler legen Lesezeichen gerne Büchern oder Bestellungen bei, um Werbung für Neuerscheinungen und lieferbare Titel zu treiben.